# Вега
Ве́га (α Лиры, α Lyr) — самая яркая звезда в созвездии Лиры, пятая по яркости звезда ночного неба и вторая (после Арктура) — в Северном полушарии, третья по яркости звезда (после Сириуса и Арктура), которую можно наблюдать в России и ближнем зарубежье. Вега находится на расстоянии 25,3 светового года от Солнца и является одной из ярчайших звёзд в его окрестностях (на расстоянии до 10 парсек).

## Этимология
Название «Вега» (Wega, позже — Vega) происходит от приблизительной транслитерации слова waqi («падающий») из фразы араб. النسر الواقع‎ (an-nasr al-wāqi‘), означающей «падающий орёл» или «падающий гриф». Созвездие Лиры представлялось в виде грифа в Древнем Египте и в виде орла или грифа — в древней Индии. Арабское название вошло в европейскую культуру после использования в астрономических таблицах, которые были разработаны в 1215—1270 годах по приказу Альфонсо X. Вероятно, ассоциация Веги и всего созвездия с хищной птицей имело в древности свою мифологическую основу, однако этот миф был позабыт и замещён более поздней легендой о коршуне бога Зевса, выкравшем тело нимфы Кампы у титана Бриарея, и за эту услугу помещённом своим хозяином на небо.

## Основные характеристики
Вега, иногда называемая астрономами «наверное, самой важной звездой после Солнца», в настоящее время является самой изученной звездой ночного неба. Вега стала первой звездой (после Солнца), которая была сфотографирована, а также первой звездой, у которой был определён спектр излучения. Кроме того, Вега была одной из первых звёзд, до которой методом параллакса было определено расстояние. Яркость Веги долгое время принималась за ноль при измерении звёздных величин, то есть она была точкой отсчёта и являлась одной из шести звёзд, которые лежат в основе шкалы UBV-фотометрии (измерение излучения звезды в различных диапазонах спектра).

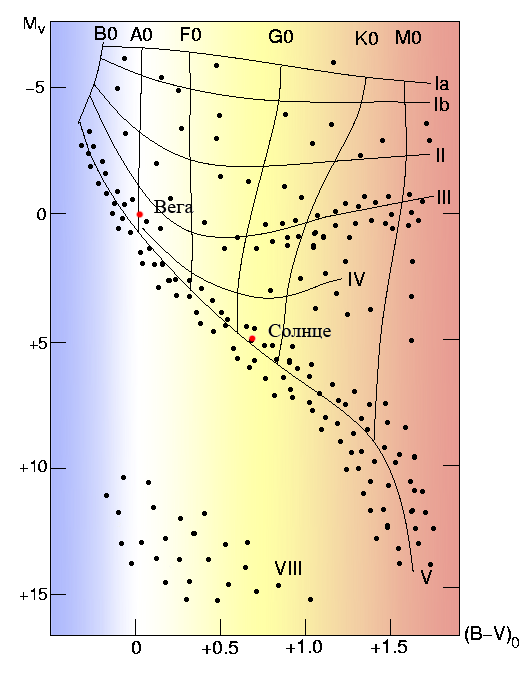
Вега и Солнце на диаграмме Герцшпрунга — Расселла

Вега — относительно молодая звезда с низкой, по сравнению с Солнцем, металличностью — малым содержанием элементов тяжелее гелия. Вега, возможно, является переменной звездой, хотя это и не доказано. Возможная причина переменности — нестабильность в недрах.
Вега очень быстро вращается вокруг своей оси. На её экваторе скорость вращения, вероятно, превышает 230 км/с. Для сравнения: скорость вращения на экваторе Солнца чуть больше двух километров в секунду (7284 км/ч). Вега вращается в сто раз быстрее и поэтому имеет форму эллипсоида вращения. Температура её фотосферы неоднородна: максимальная температура — на полюсе звезды, минимальная — на её экваторе. В настоящее время с Земли Вега наблюдается почти с полюса, и поэтому кажется яркой бело-голубой звездой.
Основываясь на значении интенсивности инфракрасного излучения Веги, которое значительно выше, чем должно быть у неё теоретически, учёные пришли к выводу, что вокруг Веги расположен пылевой диск, который вращается вокруг неё и разогревается излучением звезды. Этот диск образовался, скорее всего, в результате столкновения астероидных или кометных тел. Аналогичный пылевой диск в Солнечной системе связан с поясом Койпера.
Вега является прототипом так называемых «инфракрасных звёзд» — звёзд, у которых имеется диск из пыли и газа, излучающий в инфракрасном спектре под действием энергии звезды. Эти звёзды называются «Вега-подобные звёзды».

## История изучения

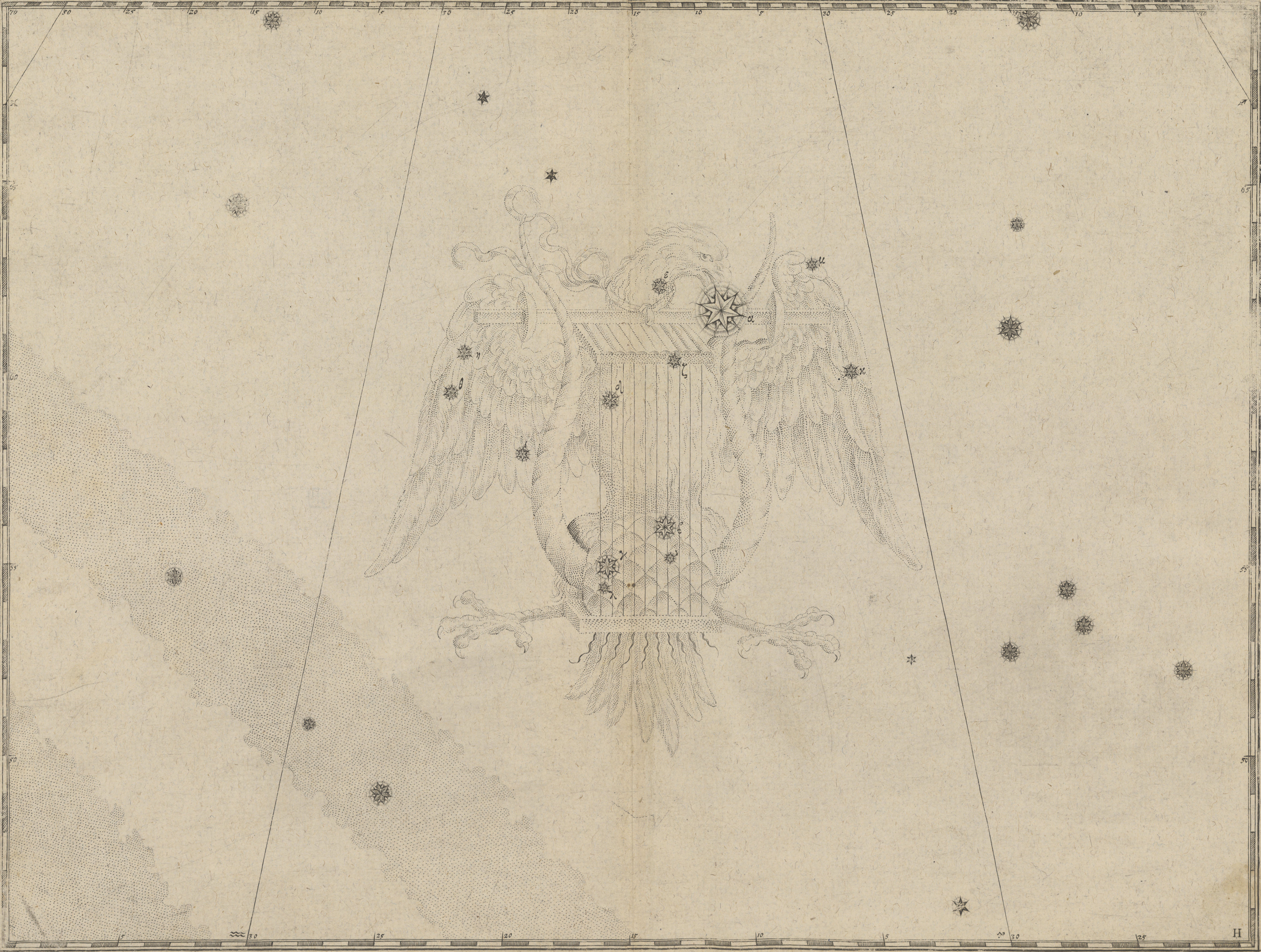
Созвездие Лиры в атласе «Уранометрия». Вега изображена в клюве орла, держащего лиру

Один из разделов астрономии — астрофотография, или фотографирование через телескопы небесных объектов, стал развиваться с 1840 года, когда астроном Джон Уильям Дрейпер сфотографировал Луну с помощью дагеротипии. Первой сфотографированной звездой стала Вега. В ночь с 16 на 17 июля 1850 года в обсерватории Гарвардского колледжа был сделан первый снимок звезды. В 1872 году Генри Дрейпер получил первые (после Солнца) фотографии спектра Веги и впервые показал линии поглощения в этом спектре.
В 1879 году Уильям Хаггинс использовал фотографии спектра Веги и ещё двенадцати похожих звёзд, чтобы определить «двенадцать сильных линий», которые являются общими для этого класса звёзд. Позже эти линии были определены как линии водорода (серия Бальмера).
Расстояние до Веги может быть определено по её параллаксу относительно неподвижных звёзд во время движения Земли по орбите вокруг Солнца. Первым параллакс Веги определил Василий Струве в 1837 году. Используя 9-дюймовый рефрактор на экваториальной монтировке и нитяной микрометр, изготовленные Фраунгофером, Струве получил значение 0,125 угловой секунды, что очень близко к современному значению. Но Фридрих Бессель, который определил расстояние до звезды 61 Лебедя, скептически оценил полученные Струве данные, заставив его отказаться от первоначальной оценки. Струве пересмотрел свою точку зрения и после новых подсчётов получил почти вдвое большую величину параллакса (0,2169±0,0254″). Таким образом, полученные Струве данные были приняты как неверные, и первым определителем расстояния до звезды считается Бессель.
В настоящее время параллакс Веги оценивается в 0,129″.
Яркость всех звёзд измеряется по стандартной логарифмической шкале, причём чем ярче звезда, тем меньше значение её звёздной величины. Самые тусклые звёзды, доступные наблюдению невооружённым глазом, имеют шестую звёздную величину, в то время как блеск Сириуса, ярчайшей звезды ночного неба, равен −1,47. За точку отсчёта на этой шкале астрономы первоначально решили выбрать Вегу: её видимый блеск был принят за «ноль» .
Таким образом, в течение многих лет от яркости Веги вёлся отсчёт звёздных величин. В настоящее время точка отсчёта переопределена с помощью ряда других звёзд. Однако для визуальных наблюдений Вегу и сейчас можно считать эталоном нулевой звёздной величины: при наблюдении в стандартной полосе V фотометрической системы UBV, наиболее распространённой на сегодняшний день, величина Веги равна 0,03m, что на глаз неотличимо от нуля. В этой фотометрической системе при определении блеска звёзд применяются три светофильтра — ультрафиолетовый (англ. ultraviolet), синий (англ. blue) и видимый (англ. visible). Они обозначаются буквами U, B и V соответственно. Вега была одной из шести звёзд класса А0V, которые использовали при разработке этой фотометрической системы. Звёздные величины со всеми тремя фильтрами измеряются таким образом, что для Веги и подобных ей белых звёзд они равны между собой: U = B = V.
Фотометрические измерения Веги в 1920-х годах показали, что её блеск не постоянен, а слегка изменяется. Изменения блеска звезды были очень малы (±0,03 величины), и поэтому из-за слишком несовершенной техники того времени астрономы долго не знали, является ли Вега переменной или постоянной звездой. Более поздние измерения, проведённые в 1981 году в обсерватории им. Дэвида Данлэпа, показали такое же, как в 1930-х годах, слабое изменение блеска звезды. После попытки отнести Вегу к какому-то конкретному классу переменных звёзд было высказано предположение, что Вега совершает неправильные низкоамплитудные пульсации, аналогичные пульсациям δ Щита.
Это одна из категорий переменных звёзд, изменения блеска которых вызвано собственными пульсациями из-за неустойчивости в недрах звезды. Однако переменность Веги по-прежнему спорна, поскольку другие астрономы не обнаружили никаких изменений в блеске Веги, хотя она относится к типу звёзд, где встречается переменность. Поэтому весьма вероятно, что неспособность зарегистрировать изменение блеска Веги вызваны несовершенством оборудования или систематическими ошибками в измерениях.
Вега — первая звезда, у которой был обнаружен пылевой диск. Это открытие было сделано в 1983 году с помощью Инфракрасной космической обсерватории (IRAS).
В 2006 году с помощью оптической интерферометрии с длинной базой была обнаружена асферичность Веги.

## Условия наблюдения

Изменение блеска ярчайших звёзд неба с течением времени (Сириуса, Канопуса, Толимана, Арктура, Веги, Проциона, Альтаира)

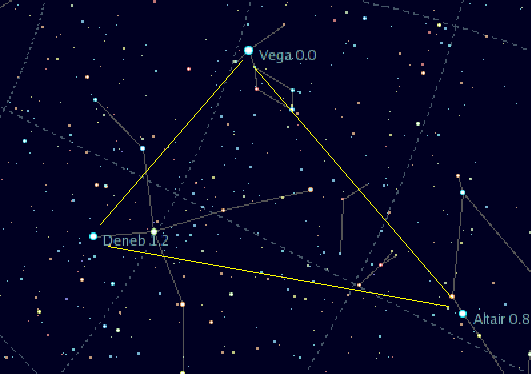
Знаменитый «Летне-осенний треугольник» Это наиболее заметный астеризм в Северном полушарии летом, осенью и в начале зимы. Вега является одной из его вершин

Вега — звезда Северного полушария и имеет в настоящее время склонение +38°48'. Её можно увидеть в Северном и Южном полушариях вплоть до 51° южной широты, то есть почти в любой точке мира, кроме Антарктиды и самого юга Южной Америки (в частности, звезда никогда не восходит в городе Ушуая). Севернее 51° с. ш. Вега никогда не пересекает линию горизонта, и по этой причине в высоких и полярных широтах Северного полушария наблюдается круглый год. Точку зенита Вега проходит примерно на широте Афин и Лиссабона. На широте Москвы Вега не заходит за горизонт, однако зимой из-за низкого положения над горизонтом её наблюдение возможно только утром или вечером. На юге России (южнее 51° северной широты) Вега скрывается за горизонтом, но глубоко под него не опускается.
Вега кульминирует в астрономическую полночь 1 июля и в это время наступает её противостояние с Солнцем. Именно в это время создаются наилучшие условия для наблюдения Веги с Земли.
С течением времени северное склонение Веги увеличится. По мере приближения звезды к Северному небесному полюсу в результате прецессии Земли — примерно через 12 тыс. лет — Вега станет полярной звездой Северного полушария. Такой звездой Вега была за 13 тысяч лет до н. э. и будет в 14 000 году н. э. В этот период Вега будет приближённо указывать на север, а вид неба сильно изменится, и на широтах Харькова будут видны такие южные созвездия, как Южный Крест, Центавр, Муха, Волк. Сто тысяч лет назад самой яркой звездой неба был Канопус, а сейчас — Сириус, Вега же была и будет одной из ярчайших звёзд неба, причём в будущем её блеск возрастёт. Кроме того, в будущем увеличится блеск и Альтаира — другой яркой звезды «Летне-осеннего треугольника».

## Физические характеристики

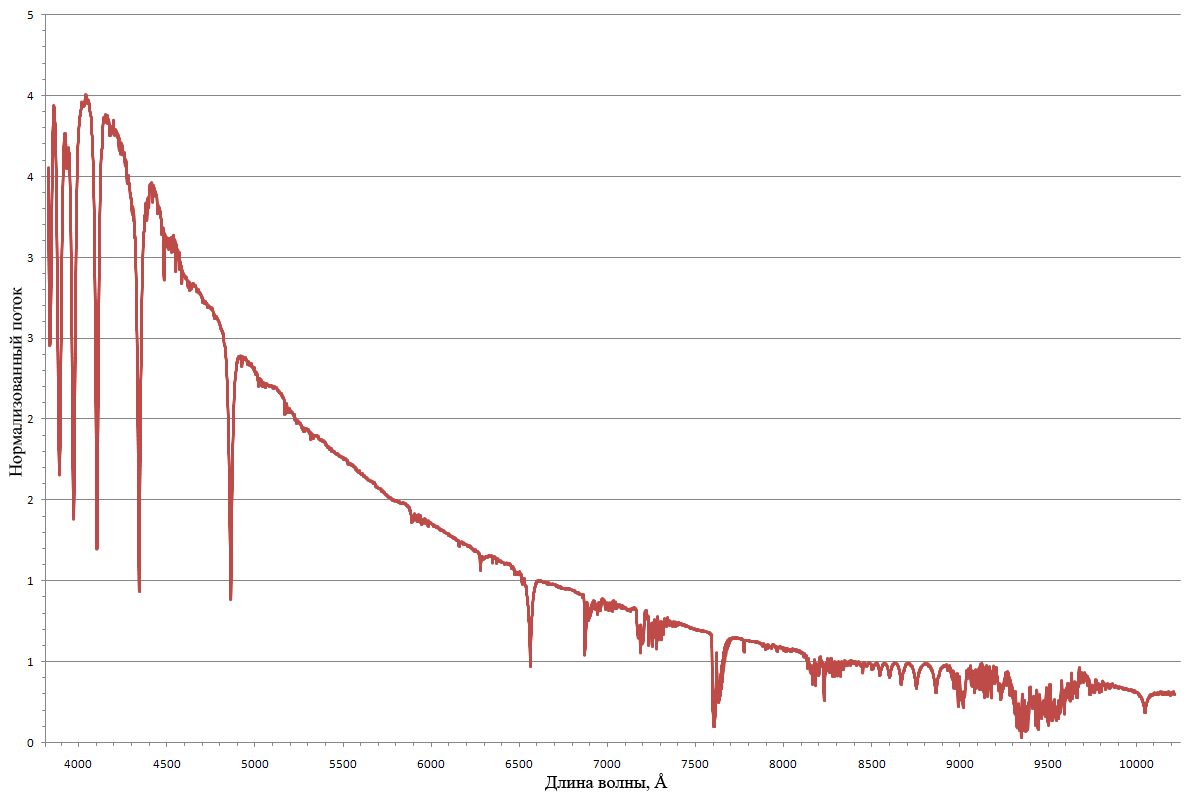
Спектр Веги в диапазоне 3820—10 200 Å. В левой части видны интенсивные линии водорода, в правой — линии кислорода и воды земного происхождения

Вега относится к спектральному классу A0V, то есть является белой звездой главной последовательности. Основной источник энергии звезды — термоядерная реакция синтеза гелия из водорода в недрах при высокой температуре. Поскольку массивные звёзды расходуют водород быстрее, чем малые, продолжительность жизни Веги составит (по подсчётам 1979 года) один миллиард лет — в десять раз меньше, чем у Солнца: согласно моделям развития звёзд при 1,75<M<2,7; 0,2<Y<2,7; 0,004<Z<0,001 между вхождением звезды в главную звёздную последовательность и её переходом на боковую ветвь красных гигантов проходит 0,43—1,64⋅109 лет. Однако при массе Веги 2,2 возраст Веги меньше одного миллиарда лет.
В отличие от Солнца, основным источником энергии на Веге служит не протон-протонная реакция, а так называемый CNO-цикл синтеза атомов гелия из атомов водорода с помощью посредников — углерода, азота и кислорода. Для этого необходима температура в 16 миллионов кельвин — выше температуры в недрах Солнца. Этот способ является более эффективным, чем протон-протонная реакция. Цикл очень чувствителен к температуре, отвод тепла от центра звезды осуществляется не излучением, а конвекцией. Поэтому в Веге зона лучистого переноса располагается над конвективной, в то время как в Солнце — наоборот.
Энергетический поток от Веги был точно измерен различными способами и используется как эталон. Так, при длине волны 548 нм плотность потока составляет 3650 Ян при допустимой погрешности 2 %. Вега имеет относительно плоский электромагнитный спектр в видимой области спектра, 350—800 нанометров, где плотность потока составляет 2000—4000 Ян. В инфракрасной части спектра плотность потока мала и равна около 100 Ян при длине волны в 5 микрометров. В спектре звезды доминируют линии поглощения водорода. Линии других элементов относительно слабы; из них сильнейшими являются линии ионизированного магния, железа и хрома.
Вега стала первой одиночной звездой главной последовательности (не считая Солнца), у которой было обнаружено рентгеновское излучение (в 1979 году). Излучение Веги в рентгеновском диапазоне незначительно, что свидетельствует о том, что корона у Веги вообще отсутствует или же очень слабая.

### Эволюция звезды
Вега образовалась 455±13 миллионов лет назад. Она значительно старше Сириуса, возраст которого оценивается в 240 миллионов лет. Учитывая достаточно высокую светимость Веги (по сравнению с Солнцем), исследователи предполагают, что продолжительность жизни Веги составит на стадии главной последовательности примерно 1 миллиард лет, после чего она станет субгигантом и, наконец, красным гигантом. Последней стадией эволюции Веги станет сброс её оболочек и превращение в белый карлик. Сверхновой Вега стать не сможет — для этого ей не хватит массы, которая должна составлять минимум 5 масс Солнца. В теперешнем виде Вега просуществует ещё примерно 500 миллионов лет, пока у неё не закончится водородное топливо. Другими словами, Вега находится, как и Солнце, в середине своей жизни.

### Вращение

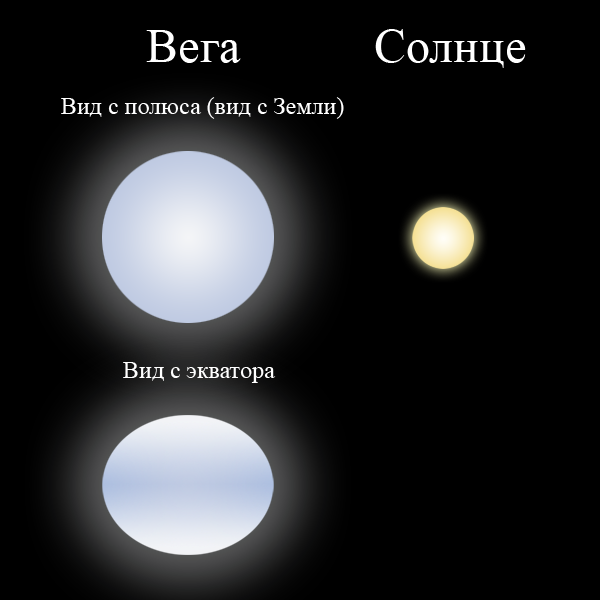
Сравнение размеров Веги с Солнцем. Вега не только больше Солнца, но и ярче, и массивнее. Обратите внимание на приплюснутость Веги

По интерферометрическим данным радиус Веги оценён в 2,73 ± 0,01 радиуса Солнца, что на 60 % больше радиуса Сириуса. В то время как по теоретическим расчётам[уточнить] он должен лишь на 12 % превышать радиус Сириуса.
Было предположено, что такая аномалия может быть вызвана большой скоростью вращения звезды вокруг своей оси. Вега, в отличие от большинства звёзд, имеет не форму шара, а форму эллипсоида вращения, и в настоящее время видима с Земли почти со стороны полюса. Телескоп CHARA подтвердил это предположение.
Вега видна с Земли практически со стороны полюса — угол между осью вращения и лучом зрения составляет около 5 градусов. Скорость вращения звезды на экваторе была определена в пределах от 175±33 до 274±14 км/с. Для 2010 года она составляет 236±4 км/с, или 88 % первой космической (такой, при которой Вега разрушилась бы от центробежных сил). Период вращения звезды вокруг своей оси равен 17,6±0,2 часа.
Такое быстрое вращение Веги придаёт ей эллипсоидную форму: её экваториальный диаметр на 1/5 больше полярного. Полярный радиус равен 2,36 ± 0,01 радиуса Солнца, в то время как экваториальный — 2,82 ± 0,01 радиуса Солнца.
Ускорение свободного падения на Веге также в значительной мере зависит от широты, поэтому температура поверхности на Веге сильно отличается. По теореме фон Цейпеля светимость звёзд в районе полюсов выше, что отражается в разнице температур между полюсами и экватором. В районе полюса она равна 9695 ± 20 К, в то время как вблизи экватора — на 2400 К меньше.
Если бы мы могли видеть Вегу со стороны экватора, то её яркость показалась бы нам вдвое слабее.
Температурная разница может также указывать на наличие конвективной зоны вокруг экватора.
Если бы Вега была медленно вращающейся, сферически симметричной звездой, то её яркость была бы эквивалентна 57 светимостям Солнца. Эта яркость значительно больше светимости типичной звезды, имеющей такую массу. Таким образом, обнаружение вращения Веги позволило устранить данное противоречие, и полная болометрическая светимость Веги превышает солнечную лишь в 37 раз.
Вега длительное время использовалась как эталонная звезда для калибровки телескопов. Знания о скорости вращения Веги и знание того угла, под которым мы её видим, помогли при настраивании интерферометров относительно этой звезды, и теперь диаметр звезды измерен точно.

### Металличность
Понятие «металличность» в описании звезды означает содержание в ней элементов тяжелее гелия, так как все элементы, тяжелее гелия, в астрономии называются металлами.
В фотосфере Веги мало таких элементов — всего 32 % от аналогичного солнечного показателя. Для сравнения, в фотосфере Сириуса содержится втрое больше металлов, чем в Солнце. Солнце же содержит множество элементов тяжелее гелия. Их содержание оценивается в 0,0172 ± 0,002 от общей массы (то есть Солнце примерно на 1,72 процента состоит из тяжёлых элементов). Вега же состоит из тяжёлых элементов всего на 0,54 %.
Необычно низкая металличность Веги позволяет отнести её к звёздам типа λ Волопаса.
Причина такой низкой металличности Веги (и других подобных звёзд спектрального класса A0-F0) остаётся неясной.
Возможно, это обусловлено потерей массы звезды. Однако такой процесс начинается лишь в конце жизни звезды, когда у неё заканчивается водородное топливо. Другой возможной причиной может быть формирование Веги из газопылевого облака с необычно низким содержанием металлов.
Наблюдаемое соотношение гелия к водороду у Веги примерно на 40 % меньше, чем у Солнца. Это может быть вызвано исчезновением конвективной зоны гелия вблизи поверхности. Энергия из недр звезды передаётся вместо конвекции с помощью электромагнитного излучения, что может быть причиной аномалий. Ещё одной из причин таких аномалий может быть диффузия.

### Движение в пространстве
Радиальная скорость Веги — составляющая движения звезды вдоль луча зрения наблюдателя.
Для звёзд и галактик одной из важнейших характеристик является смещение линий в их спектре. Если линии смещены в красную сторону спектра (красное смещение), то эта звезда или галактика удаляется от наблюдателя, и чем больше смещение, тем больше скорость удаления. Для звёзд это смещение невелико, но другого способа определить скорость их движения относительно Земли нет. Точные измерения красного смещения Веги дали результат в −13,9 ± 0,9 км/с. Знак минус указывает на движение звезды к Земле.
Вследствие собственного движения звёзд Вега постепенно перемещается на фоне других звёзд, столь удалённых от Земли, что они кажутся неподвижными — их собственное движение столь мало, что им пренебрегают.
Тщательные измерения положения звезды позволили измерить собственное движение Веги. Собственное движение Веги за год составляет 202,03 ± 0,63 миллисекунды дуги по прямому восхождению и 287,47 ± 0,54 миллисекунды дуги по склонению.
Полное собственное движение Веги равно 327,78 миллисекунды дуги в год. За 11 тыс. лет Вега перемещается приблизительно на градус по небесной сфере.
Относительно соседних звёзд скорость Веги такова: по координате U = −16,1 ± 0,3 км/с, по координате V = −6,3 ± 0,8 км/с, и по координате W = −7,7 ± 0,3 км/с. Полная скорость Веги равна 19 километрам в секунду, что примерно соответствует скорости движения Солнца относительно соседних звёзд.
Хотя в данный момент Вега всего лишь пятая по яркости звезда неба, с течением времени её блеск будет медленно расти из-за приближения к Солнечной системе. Примерно через 210 тысяч лет Вега станет самой яркой звездой неба. Ещё через 70 тысяч лет её блеск достигнет максимума в −0,81m, и Вега будет ярчайшей звездой на протяжении 270 тысяч лет.
Исследуя другие звёзды, похожие по возрасту и свойствам на Вегу, а также движущиеся сходным с Вегой образом, астрономы причислили Вегу к так называемой группе Кастора. Эта небольшая группа включает около 16 звёзд, очень похожих на Вегу. К ней относятся следующие объекты: α Весов, α Цефея, Кастор, Фомальгаут и Вега. Все эти звёзды в пространстве движутся почти параллельно друг другу и с одинаковой скоростью. Когда-то все эти звёзды сформировались в одном месте и в одно время, но затем стали гравитационно независимыми, но как и в случае с Сириусом, астрономы нашли свидетельства существования в прошлом данной группы.
По подсчётам учёных, группа образовалась примерно 100—300 миллионов лет назад, и звёзды этой группы движутся примерно с одинаковой скоростью — около 16,5 километра в секунду.

## Планетарная система

### Избыток инфракрасного излучения
Одним из первых серьёзных достижений в работе Инфракрасной астрономический обсерватории (IRAS) была регистрация значительного превышения потока инфракрасного излучения от Веги по сравнению с ожидаемым. Повышенная интенсивность излучения была обнаружена на длинах волн в 25, 60 и 100 микрометров, и эти волны исходили из пространства, имеющего угловой радиус в десять угловых секунд, что соответствует источнику излучения диаметром 80 а. е. Было предложено, что источником излучения являются мелкие частички, вращающиеся вокруг Веги, с диаметром не меньше одного миллиметра и температурой около 85 К. Частички же более мелкого диаметра будут выдуваться из системы световым давлением или упадут на звезду в результате эффекта Пойнтинга — Робертсона. Этот эффект связан с тем, что переизлучаемые частицами пыли тепловые фотоны анизотропны в системе отсчёта, неподвижной относительно звезды, и поэтому преобладает переизлучение в направлении движения пылинки. В результате пылинка теряет момент импульса и по спирали падает на звезду, а, достаточно приблизившись к ней, испаряется. Этот эффект тем более существенен, чем ближе находится пылинка к звезде.
Более поздние измерения потока электромагнитного излучения от Веги с длиной волны в 193 микрометра показали, что он слабее, чем ожидалось. Это означало, что размер пылевых частиц составляет 100 микрометров или меньше. Построенная на основе этих наблюдений модель предполагала, что мы наблюдаем окружающий звезду пылевой диск радиусом 120 а. е. почти сверху, так как смотрим на Вегу практически с полюса. Кроме того, в центре этого диска находится дыра радиусом почти в 80 астрономических единиц. В центре этой дыры расположена Вега.
После обнаружения аномального излучения Веги были открыты и другие подобные звёзды. На 2002 год зарегистрировано порядка 400 «Вега-подобных» звёзд, среди которых Денебола, Бета Живописца, Фомальгаут, Эпсилон Эридана и др. Высказано предположение, что эти звёзды могут стать ключом к разгадке происхождения Солнечной системы.

### Пылевой диск

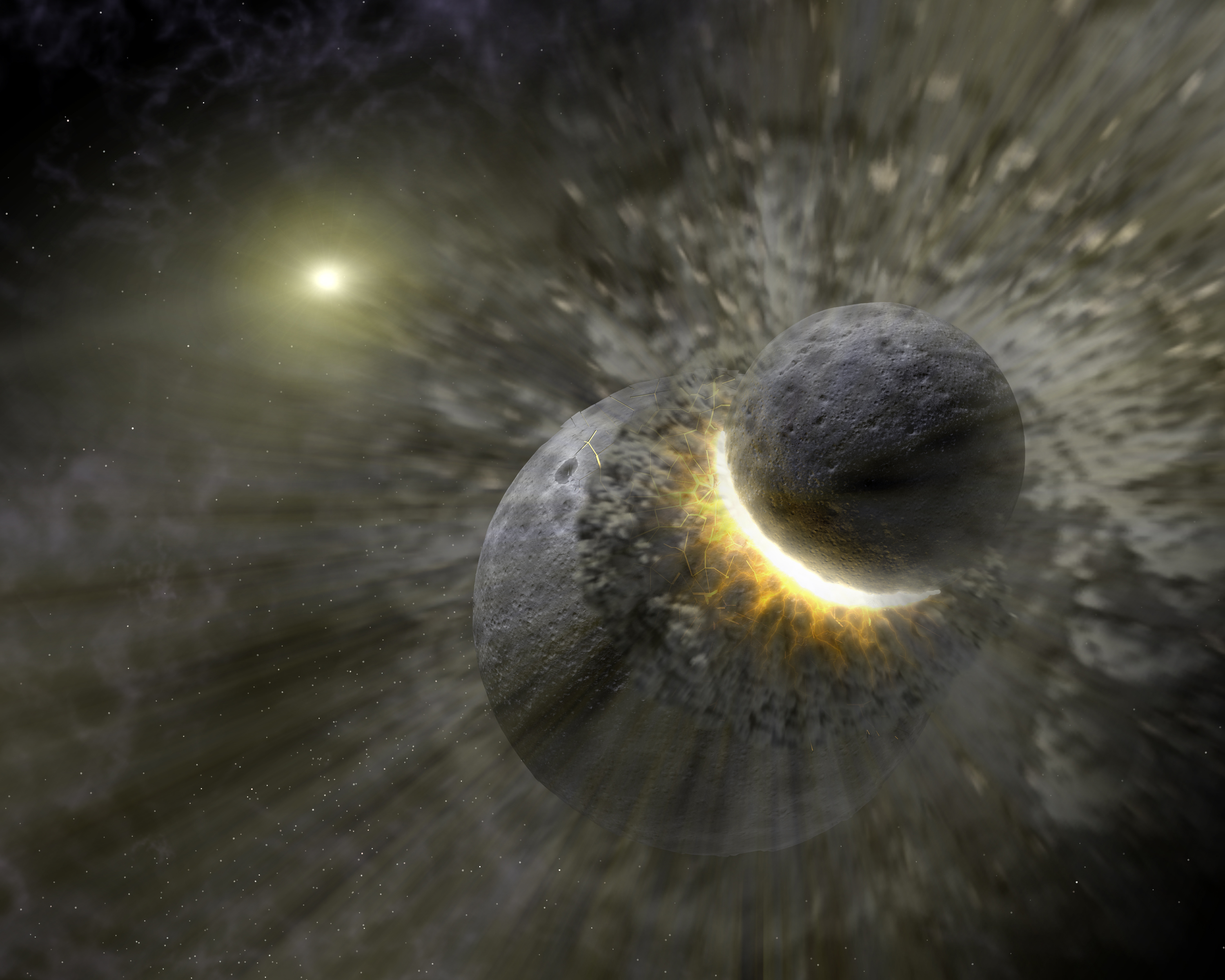
Столкновение двух массивных небесных тел недалеко от Веги в представлении художника. Подобные столкновения могли вызвать образование вокруг Веги пылевого диска

В 2005 году космическим телескопом «Спитцер» были получены изображения Веги, а также окружающей звезду пыли в инфракрасном спектре, так как пыль свободно пропускает инфракрасное излучение. Было видно, что разные части пылевого диска — источники излучения разной длины волны. На длине волны 24 микрометра диск имеет размер в 43 угловые секунды, что соответствует расстоянию от Веги 330 а. е., на 70 микрометрах — 70 угловых секунд (543 а. е.), а на 160 микрометрах — 105 угловых секунд (815 а. е.). Эти широкие и далёкие от звезды части состояли из мелких частиц размером от 1 до 50 микрометров в диаметре. Расстояние внутренней границы пыли от звезды оценивается в 71—102 а. е. или 11±2 угловых секунды. Такая чёткая граница диска возникла потому, что Вега своим излучением отталкивает частицы пыли, одновременно удерживая пылевой диск за счёт притяжения, из-за чего он относительно стабилен.
Общая масса пыли диска составляет 0,003 массы Земли, что эквивалентно объекту радиусом порядка 1000 км. Предполагается, что разрушение и превращение в пыль тела такой массы в результате столкновения маловероятно. Более вероятным представляется её образование при столкновении объектов меньшей массы, которые запустили каскад дробления, сталкиваясь с другими аналогичными объектами.
Время существования без подпитки новым материалом подобных пылевых структур — не более 10 млн лет. Если не происходит новых столкновений, они постепенно прекращают своё существование.
Наблюдения инфракрасного телескопа CHARA (обсерватория Маунт-Вильсон) в 2006 году подтвердили наличие второго пылевого диска вокруг Веги примерно на расстоянии 8 а. е. от звезды (около 1 млрд км). Эта пыль аналогична солнечному поясу астероидов, или же является результатом интенсивных столкновений между кометами или метеоритами, но может быть и формирующейся планетой. Возможно, пыль из этого диска служит причиной предполагаемой переменности Веги.

### Возможная планетная система

Пылевой диск Веги в искусственных цветах. Видна открытая асимметрия. Положение звезды отмечено «∗», «+» указывает положение гипотетической планеты

Наблюдения, проведённые на телескопе Джеймса Кларка Максвелла в 1997 году, выявили вокруг Веги так называемый «продолговатый яркий центральный регион», который располагался на расстоянии 9 угловых секунд (70 а. е.) от Веги по направлению к северо-востоку. Было предположено, что это либо возмущения диска гипотетической экзопланетой, либо на орбите вокруг Веги находился какой-то небесный объект, целиком окружённый пылью. Однако изображения, полученные с телескопа «Кек» на Гавайях, привели учёных к выводу, что речь идёт об очень крупном облаке пыли и газа, которое располагается вокруг Веги, и что это, очевидно, протопланетный диск, а масса объекта, который из него формируется — 12 масс Юпитера, что соответствует лёгкому коричневому карлику либо субкоричневому карлику. К выводу, что планеты Веги находятся в процессе формирования, пришли и астрономы из Калифорнийского университета в Лос-Анджелесе (UCLA).
В 2003 году было выдвинуто другое похожее предложение о наличии вокруг Веги планеты (возможно, нескольких планет) с массой Нептуна, которые мигрировали с расстояния 40 а. е. от звезды до 65 а. е. примерно 50 млн лет назад. Используя коронограф телескопа «Субару» на Гавайских островах в 2005 году, астрономы сумели ограничить верхний предел массы планет Веги 5—10 массами Юпитера. К тому же астрономы предположили, что кроме этих гипотетических планет-гигантов в системе Веги могут существовать и планеты земной группы. Весьма вероятно, что угол наклона орбит планет Веги, скорее всего, будет тесно связан с экваториальной плоскостью звезды.
После десяти лет наблюдений Веги методом лучевых скоростей астрономы предположили, что у неё, возможно, есть спутник Вега b с минимальной массой не менее 20 масс Земли. Согласно этой теории, один оборот вокруг Веги планета делает за 2,43 дня (при этом сама Вега вращается вокруг своей оси за 16 часов). Температура на поверхности планеты может достигать 3000 °C (5390 градусов по Фаренгейту).
Однако при изучении системы телескопом «Джеймс Уэбб» признаки существования крупных планет не обнаружены. Небольшой зазор в пылевом диске на расстоянии около 60 а. е. от звезды присутствует, но он не может быть образован планетой крупнее Нептуна.

## Ближайшее окружение звезды
Следующие звёздные системы находятся на расстоянии в пределах 10 световых лет от Веги:
| Звезда           | Спектральный класс | Расстояние, св. лет |
| G 184-19         | M4,5 V / M4,5 V    | 6,2                 |
| μ Геркулеса      | G5 IV / M3V / M4   | 7,3                 |
| G 203-47         | M3,5 V             | 7,4                 |
| BD+43 2796       | M3,5 V             | 7,8                 |
| BD+45 2505       | M3 V / M3,5 V      | 8,2                 |
| AC+20 1463-148 A | M2 V—VI            | 9,3                 |
| AC+20 1463-148 B | M2 V—VI            | 9,7                 |

С точки зрения наблюдателя, ведущего наблюдения с любой из гипотетических планет Веги, Солнце будет находиться в созвездии Голубя, и иметь видимую звёздную величину 4,3m. Невооружённым глазом звезду такого блеска на гипотетической планете можно было бы увидеть в ясную, хорошую звёздную ночь, и для этого исключительная зоркость не требуется.

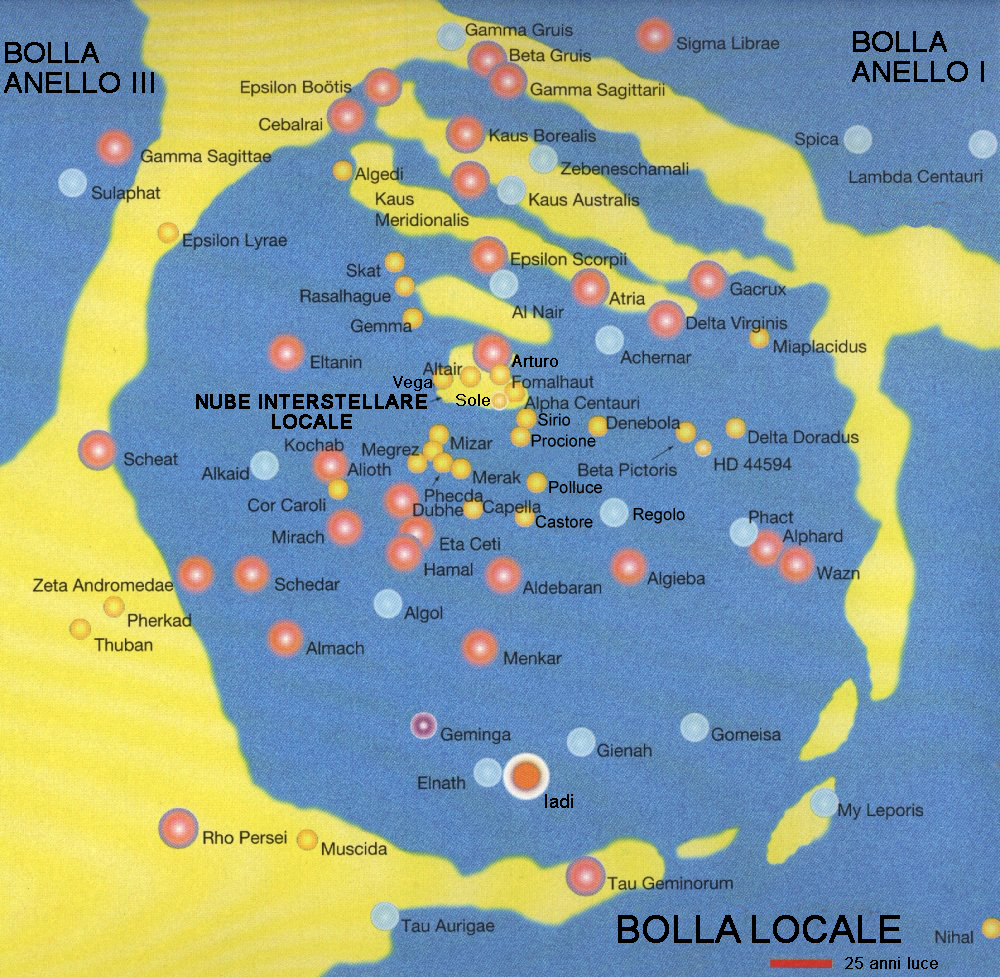
Структура Местного пузыря. Показано положение Веги, Солнца и других звёзд. Изображение ориентировано так, что звёзды, ближайшие к центру Галактики, находятся на его вершине

## Вега в мифах народов мира
Являясь одной из самых ярких звёзд на небесном своде, Вега издавна привлекала внимание древних народов, которые наделяли её мифологическими свойствами. Ещё ассирийцы называли Вегу «Даян-сейм», что в переводе на русский язык означает «судья неба». Аккадцы дали звезде имя «Тир-анна», или «жизнь небес». Вавилонский Дильган («посланник света») мог быть связан с Вегой. Древние греки считали находящийся рядом с Вегой ромбик из четырёх звёзд лирой, созданной Гермесом и впоследствии переданной Аполлоном музыканту Орфею; это название созвездия распространено и сегодня.

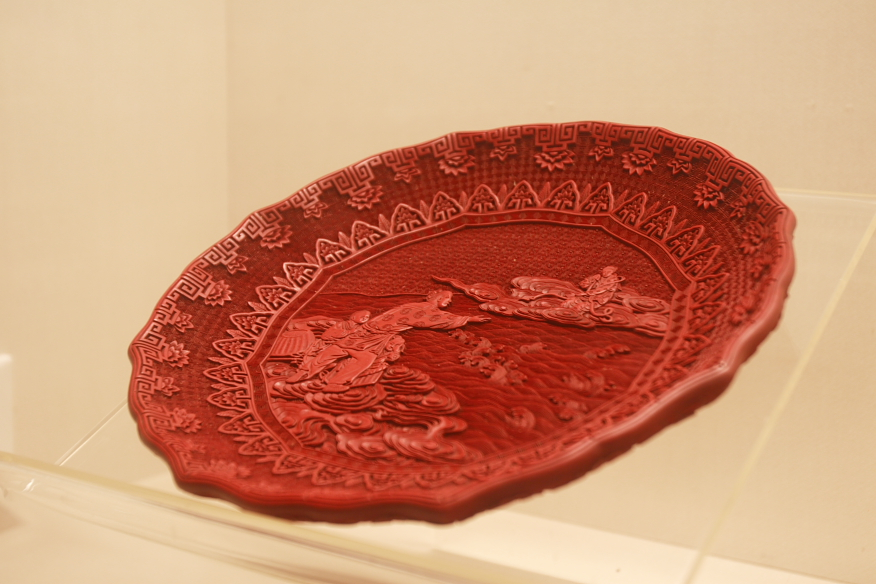
Изображение Ню-лана (Альтаира) с детьми и Чжи-нюй (Веги); эпоха Цин

В китайской мифологии описана любовная история Ци Си (кит. упр. 七夕, пиньинь qī xī), в которой Ню-лан (звезда Альтаир), Пастух, и его двое детей (β и γ Орла) навеки разлучены с родной матерью, небесной ткачихой Чжи-нюй (Вегой), которая находится на другой стороне реки — Млечного Пути. Японский фестиваль Танабата также основан на этой легенде. Древние ингушские мифы объясняют происхождение Веги, Денеба и Альтаира, составляющие на небе треугольник, легендой о дочери бога грома и молнии Села, девушкой необычайной красоты, вышедшей замуж за небожителя. Согласно этой легенде, она подготовила из теста треугольный хлеб и сунула его в золу с угольками, чтобы он испёкся. Пока она ходила за соломой, два угла хлеба сгорели, уцелел лишь один. И теперь на небе видны три звезды, из которых одна (Вега) намного ярче двух других. В зороастризме Вега иногда ассоциируется с Ванантом, маленьким божеством, чьё имя означает «завоеватель».
В Римской империи момент, когда Вега пересекала линию горизонта перед восходом Солнца, считался началом осени.
Средневековые астрологи считали Вегу одной из 15 избранных звёзд, влияние которых на человечество было наиболее велико. Генрих Корнелиус Агриппа для обозначения Веги использовал каббалистический символ  с подписью лат. Vultur cadens, дословным переводом арабского названия. Звезду олицетворяли камень хризолит и растение чабер. Помимо имени «Вега», различные астрологи Средневековья называли эту звезду «Вагни», «Вагниехом» и «Векой».
Кроме того, Вега неоднократно упоминается в произведениях научно-фантастической литературы. В частности, к Веге была направлена 34 звёздная экспедиция звездолёта «Парус» в романе Ивана Ефремова «Туманность Андромеды», которая обнаружила лишь 4 безжизненные планеты.

## В популярной культуре
В сериале «Марс» второй космический корабль для путешествия на Красную планету носит имя «Вега».
В романе Карла Сагана «Контакт» и его экранизации 1997 года (режиссер Роберт Земекис, в главной роли Джоди Фостер) астроном Элеонора Эроуэй получает зашифрованный сигнал от некой цивилизации вблизи Веги. После чего строится машина,способная перенести через гиперпространственный канал капсулу с пассажиром к Веге и другим звёздам.